# 尼古斯基市場

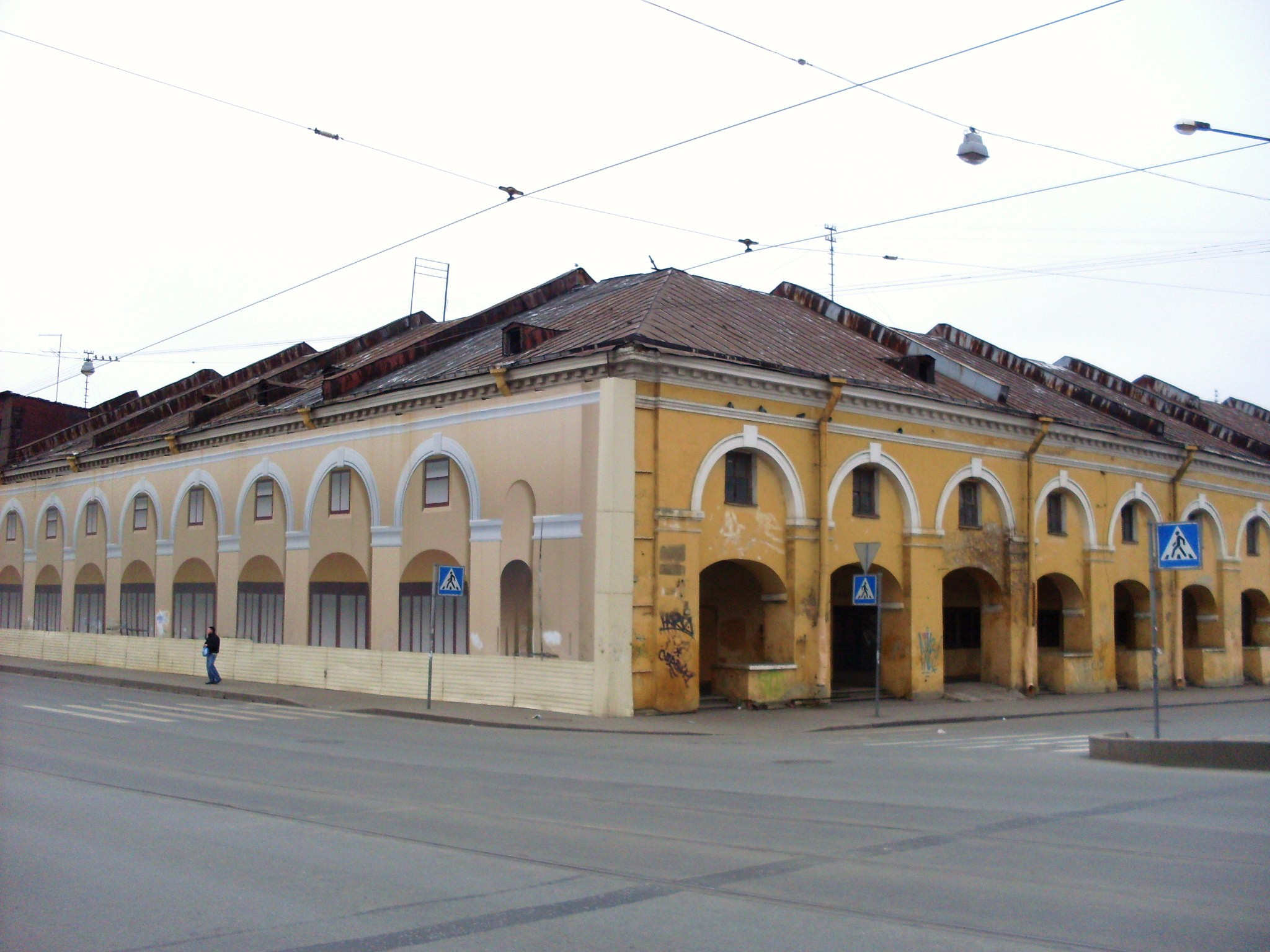
尼古斯基市場

尼古斯基市場（俄语：Никольские ряды）是位於俄羅斯聖彼得堡花園大街62號的一座商業大樓。

## 历史
修建於1789年。尼古斯基市場的重建過程引發了一些爭議。2006年9月，一家建築公司曾表示尼古斯基市場的重建工程需要30至36個月的時間。

## 外部連結
维基共享资源上的相關多媒體資源：尼古斯基市場
- Cultural heritage of Russian Federation, object #7810104000 РЫНОК НИКОЛЬСКИЙ

59°55′15″N 30°18′06″E / 59.92083°N 30.30167°E